# Patricia Stokkers
Patricia Stokkers (Utrecht, 1º maggio 1976) è un'ex nuotatrice olandese.
Specializzata nello stile libero ha partecipato alle Olimpiadi di Atlanta 1996.

## Palmarès
- Europei

Vienna 1995: argento nella 4x200m sl.